# Stephanus Byzantius
Stephanus Byzantius (Oudgrieks: Στέφανος Βυζάντιος), ook wel Stephanus van Byzantium of Stephanus Byzantinus genoemd, was de schrijver van een aardrijkskundig woordenboek (Ἐθνικά).
Hij leefde omstreeks 470 n.Chr. Zijn Ethniká was een compilatie uit verscheidene werken. Er is slechts een korte, gebrekkige samenvatting (epitomê) van zijn werk door de grammaticus Hermolaus overgeleverd.
Het grote werk, dat verloren is gegaan, bestond uit 60 boeken.

## Referentie
- art. Stephanus (5), in F. Lübker - trad. ed. J.D. Van Hoëvell, Classisch Woordenboek van Kunsten en Wetenschappen, Rotterdam, 1857, p. 904.

- Bibsys: 95004794
- Biblioteca Nacional de España: XX1644944
- Bibliothèque nationale de France: cb15556605k (data)
- Gemeinsame Normdatei: 100961223
- International Standard Name Identifier: 0000 0001 1585 4883
- Library of Congress Control Number: n93031595
- Nationale Bibliotheek van Israël: 987007424772505171
- Nationale Bibliotheek van Polen: a0000002616900
- Nederlandse Thesaurus van Auteursnamen: 073572403
- Réseau des bibliothèques de Suisse occidentale: 02-A000155683
- Istituto Centrale per il Catalogo Unico: SBLV112214
- LIBRIS: 282381
- Système universitaire de documentation: 079577911
- Virtual International Authority File: 1679057